# Carouselambra
Carouselambra è il quinto - primo nel lato B - brano dell'album In Through the Out Door del gruppo musicale Led Zeppelin, pubblicato dalla Swan Song Records il 22 agosto 1979. Il brano è a firma di Jones, Page e Plant.

## Descrizione

### Struttura
Il brano è suddivisibile in tre sezioni: in quella iniziale, in 4/4, il sintetizzatore di Jones è sovrapposto ai power chords della Gibson EDS-1275 a doppio manico di Page. In quella di mezzo, prevaleggia solamente quest'ultimo, mentre il ritmo diventa molto più lento. Nell'ultima, ritorna il sintetizzatore di Jones, evidenziando nuovamente un misto tra musica elettronica e chitarra elettrica. In tutte queste, sono presenti la batteria di Bonham e la voce di Plant. Con i suoi dieci minuti e mezzo circa, è uno dei brano più lunghi dell'intera discografia dei Led Zeppelin, secondo solo alla loro versione di In My Time of Dying.

### Significato
A detta dello stesso Plant, tramite metafore la canzone narra della situazione ormai allo sbando del gruppo nei suoi ultimi anni di vita: mentre Bonham e Page si presentavano spesso tardi nella notte per suonare, Jones e Plant si facevano più attivamente carico del lavoro. Egli, però, si lamentò del mixaggio del brano perché rese la sua parte vocale poco udibile.

## Formazione
- Robert Plant - voce
- Jimmy Page - chitarra elettrica
- John Paul Jones - basso, sintetizzatore
- John Bonham - batteria